# Томашук, Михаил Арсентьевич
Михаил Арсентьевич Томашук — советский хозяйственный, государственный и политический деятель, Герой Социалистического Труда.

## Биография
Родился в 1920 году в селе Василиха. Член КПСС.
Участник Великой Отечественной войны, летчик ПО-2 108-го бомбардировочного авиационного полка 1 гвардейского бак. С 1946 года — на хозяйственной, общественной и политической работе. В 1946—1980 гг. — организатор сельскохозяйственного производства в Киевской области, председатель колхоза «Коммунист» Озернянского района, первый секретарь Белоцерковского райкома Компартии Украины.
Указом Президиума Верховного Совета СССР от 15 декабря 1972 года присвоено звание Героя Социалистического Труда с вручением ордена Ленина и золотой медали «Серп и Молот».
Делегат XXIV съезда КПСС.
Умер после 1985 года.